# Klaus Drechsler
Klaus Drechsler (* 24. Mai 1940 in Ober Dammer, Landkreis Lüben in Niederschlesien) ist ein deutscher Maler, Grafiker und Plastiker.

## Leben
Drechsler kommt aus einer Landarbeiterfamilie, die mit ihm 1947 als Vertriebene in die Oberlausitz kamen. Nach dem Schulbesuch in Sohland an der Spree und in Reichenbach absolvierte er von 1957 bis 1960 die Arbeiter- und Bauernfakultät an der Hochschule für Bildende Künste Dresden (HfBK). Danach absolvierte er von 1960 bis 1961 ein „praktisches Jahr“ als Betonarbeiter bei Cossebaude. 1961 bis 1966 studierte er an der HfBK, insbesondere Tafelmalerei bei Paul Michaelis, anschließend war er bei Michaelis bis 1969 Aspirant. Seit 1969 ist Drechsler in Dresden selbständig. Er stand über Jahre im engen Austausch mit Hans Jüchser. Wichtige Eindrücke empfing er von Theodor Rosenhauer. Er hatte in der DDR und im Ausland eine bedeutende Zahl von Einzelausstellungen und Ausstellungsbeteiligungen, u. a. von 1972 bis 1988 an der VII. bis X. Kunstausstellung der DDR in Dresden.
1991 bis 2005 war Drechsler künstlerischer Leiter des Malzirkels der Arbeiterwohlfahrt Pirna-Sonnenstein, und 1993 macht er Maltherapie mit psychisch Kranken im Krankenhaus Pirna. 1990 bis 2006 hatte Drechsler einen Lehrauftrag an der Technischen Universität Dresden und 1994 bis 2002 an der HfBK.
Drechsler lebt und arbeitet in Dresden-Wachwitz. Er war verheiratet mit Ingrid Drechsler (1941–2018).

## Ehrungen
- 1969 Ernennung zum Ehrenmitglied des Kuratoriums Altstadt Pirna e.V.
- 1983 Preisträger bei „100 ausgewählte Grafiken der DDR“
- 2001 Kulturpreis der Stadt Pirna und der Kreissparkasse Freital-Pirna[1]

## Mitgliedschaften
- 1966 bis 1990: Verband Bildender Künstler der DDR
- seit 1991: Sächsischer Künstlerbund

## Werk
Neben der Aquarellmalerei, Zeichnung und Tafelmalerei beschäftigt sich Drechsler ab 1971 mit Tiefdrucktechniken. Ab 1979 entstanden vor allem mehrfarbige Siebdrucke, Farblithografien und Algrafien. 1997 wendete er sich verstärkt plastischen Arbeiten zu, vor allem Bronzen. „Als Sujet sind Tierplastiken zu nennen. Hunde, Katzen und vor allem Vögel. Merkwürdige Kreaturen, die fast urtierhaft verschroben ihrer nackt und zuweilen hässlich hervorstechenden Eigenart wegen zur Darstellung gelangen. Diesen Geschöpfen weiß Klaus Drechsler sowohl den Ausdruck unbedingter existenzieller Not als auch den des zuweilen Komischen, ja Lachhaften alles Kreatürlichen abzugewinnen.“

## Rezeption
„Klaus Drechslers großes malerisches, grafisches und plastisches Werk wuchs durch die Jahrzehnte kontinuierlich, ohne innere Brüche, eigenständig, unabhängig und doch in ständiger Auseinandersetzung mit der Kunst- und Zeitgeschichte. Dreh- und Angelpunkt ist seine Beschäftigung mit dem Kreislauf von Werden und Vergehen.“
Drechsler hat „eine realistische Kunstauffassung, für die der Kunsthistoriker Prof. Dr. Diether Schmidt einst den Begriff des ‚Leise Sagens‘ prägte. Fest eingebunden in die besten Traditionen Dresdner Malerei werden eindringlich oft Menschen und Häuser gezeichnet, gemalt, aquarelliert und in verschiedenen grafischen Techniken festgehalten, die Spuren des Alters tragen sowie das Leben in frugalen Stillleben gefeiert.“

## Öffentliche Sammlungen mit Werken Drechslers (unvollständig)
- Altenburg/Thür.: Lindenau-Museum
- Dresden: Kupferstichkabinett[5]
- Dresden: Sächsischer Kunstfonds[5]
- Görlitz: Kulturhistorisches Museum[6]

## Einzelausstellungen (Auswahl)
- 1979 Dresden, Pretiosensaal im Dresdner Schloss
- 1980 Bautzen, Kunstgalerie („Aquarelle, Handzeichnungen, Druckgrafik“)
- 1982 Weimar, Galerie im Cranachhaus (mit Margret Weise und Rolf-Rüdiger Weise)
- 1983 Dresden, Galerie Nord
- 1988: Rossendorf, Zentralinstitut für Kernforschung
- 1989 Hoyerswerda, Kleine Galerie
- 1991 Dresden, Kulturetage Prohlis
- 1996 Pulsnitz, Ernst-Rietschel-Kulturring
- 2006 Königstein, Torhaus der Festung Königstein (Gemälde, Modelle, Bronzen)
- 2000 Bautzen, Stadtmuseum („Bilder aus drei Jahrzehnten. Malerei, Graphik, Zeichnung“)
- 2000 Dresden, Galerie in der Landesdirektion („Stillleben und Landschaft“)
- 2010 Dresden, Eschebach-Villa („Aus Jahrzehnten“)
- 2010 Dresden, Galerie Himmel („Vita brevis“)
- 2010 Senftenberg, Museum im Schloss
- 2015 Pirna, Stadtmuseum („Schule des Sehens“)
- 2015 Pirna, Galerie am Plan („Die Einfachheit entdecken“)
- 2015 Dresden, Galerie Himmel („Wachwitzer Elegien“)
- 2017 Dresden, Galerie Himmel („Herbstzeitlose“)
- 2019 Hoyerswerda, Seenland-Klinikum („Sachsens Landschaften und Stillleben“)
- 2020 Döbeln, Kleine Galerie im Stadtmuseum („Stilles Leben-Hexenritt“)
- 2021 Bautzen, Galerie Budissin („Sinnbild, Allegorie, Vision im plastischen Werk“)